# Trichopolydesmus jeanneli
Trichopolydesmus jeanneli är en mångfotingart som beskrevs av Ionel Grigore Tabacaru 1980. Trichopolydesmus jeanneli ingår i släktet Trichopolydesmus och familjen Trichopolydesmidae. Inga underarter finns listade i Catalogue of Life.